# Amānpur
Amānpur är en ort i Indien.   Den ligger i delstaten Uttar Pradesh, i den norra delen av landet, 180 km sydost om huvudstaden New Delhi. Amānpur ligger 171 meter över havet och antalet invånare är 10 362.
Terrängen runt Amānpur är mycket platt. Runt Amānpur är det tätbefolkat, med 683 invånare per kvadratkilometer. Närmaste större samhälle är Kāsganj, 14,0 km nordväst om Amānpur. Trakten runt Amānpur består till största delen av jordbruksmark.